# Singakerta
Singakerta is een bestuurslaag in het regentschap Indramayu van de provincie West-Java, Indonesië. Singakerta telt 4394 inwoners (volkstelling 2010).